# Tchibanga
Tchibanga ist die Hauptstadt der Provinz Nyanga im Süden Gabuns. Mit rund 24.000 Einwohnern (Berechnung 2008) ist sie die achtgrößte Stadt des Landes. Sie befindet sich am Fluss Nyanga. Neben einer weiterführenden Schule besitzt die Stadt einen Flughafen und einen Marktplatz.

## Persönlichkeiten
- Shiva N’Zigou (* 1983), Fußballspieler

## Belege
1. ↑  Archivierte Kopie (Memento des Originals vom 27. Februar 2016 im Internet Archive)  Info: Der Archivlink wurde automatisch eingesetzt und noch nicht geprüft. Bitte prüfe Original- und Archivlink gemäß Anleitung und entferne dann diesen Hinweis.